# Pallavolo ai XVI Giochi panamericani
La pallavolo ai XVI Giochi panamericani si è svolta a Guadalajara, in Messico, dal 19 al 25 ottobre. Hanno preso parte ai Giochi otto squadre maschili e altrettante femminili.

## Torneo maschile
Nella tabella a seguito le squadre qualificate per il torneo maschile:
| NORCECA                            | CSV                         | Paese ospitante |
| ---------------------------------- | --------------------------- | --------------- |
| Cuba Stati Uniti Porto Rico Canada | Brasile Argentina Venezuela | Messico         |

## Torneo femminile
Nella tabella a seguito le squadre qualificate per il torneo femminile:
| NORCECA                                            | CSV          | Automatic qualifiers |
| -------------------------------------------------- | ------------ | -------------------- |
| Cuba Stati Uniti Porto Rico Canada Rep. Dominicana | Brasile Perù | Messico              |

## Calendario
La competizione ha avuto luogo in 15 giorni, vedendo protagoniste prima le donne, poi gli uomini.
|  | Turno preliminare |  | Quarti di finale |  | Semifinali | M | Finali |

| Ottobre | 15 Sab | 16 Dom | 17 Lun | 18 Mar | 19 Mer | 20 Gio | 21 Ven | 22 Sab | 23 Dom | 24 Lun | 25 Mar | 26 Mer | 27 Gio | 28 Ven | 29 Sab | Gold medaglie |
| ------- | ------ | ------ | ------ | ------ | ------ | ------ | ------ | ------ | ------ | ------ | ------ | ------ | ------ | ------ | ------ | ------------- |
| Uomini  |        |        |        |        |        |        |        |        |        |        |        |        |        |        | M      | 1             |
| Donne   |        |        |        |        |        | M      |        |        |        |        |        |        |        |        |        | 1             |

## Podi
| Evento                      | Oro | Argento | Bronzo |
| Torneo maschile (dettagli)  | Brasile Bruno de Rezende Gustavo Endres Luiz Fonteles Murilo Radke Maurício Silva Thiago Alves Maurício de Souza Renato Russomanno Wallace Martins Éder Carbonera Wallace de Souza Mário Pedreira                       | Cuba Wilfredo León Yassel Perdomo Keibel Gutierrez Rolando Cepeda Yulian Duran Henry Bell Raydel Hierrezuelo Dariel Albo Isbel Mesa Yosniel Guillen Yoandry Diaz Fernando Hernández | Argentina Iván Castellani Nicolás Uriarte Maximiliano Cavanna Gonzalo Quiroga Nicolás Bruno Sebastián Solé Federico Pereyra Alejandro Toro Pablo Crer Mariano Giustiniano Franco López Maximiliano Gauna |
| Torneo femminile (dettagli) | Brasile Fabiana Claudino Juciely Barreto Danielle Lins Paula Pequeno Thaísa de Menezes Marianne Steinbrecher Jaqueline de Carvalho Tandara Caixeta Sheilla de Castro Fabiana de Oliveira Fernanda Garay Josefa de Souza | Cuba Emily Borrell Kenia Carcaces Liannes Castañeda Ana Cleger Rosanna Giel Daimara Lescay Yoana Palacio Alena Rojas Wilma Salas Yanelis Santos Yusidey Silié Gyselle Silva         | Stati Uniti Keao Burdine Angela Pressey Cynthia Barboza Alexandra Klineman Regan Hood Cassidy Lichtman Lauren Gibbemeyer Jessica Jones Carli Lloyd Courtney Thompson Kayla Banwarth Tamari Miyashiro     |